# Kraftwerk Katowice
Das Kraftwerk Katowice (polnisch Elektrociepłownia Katowice) ist ein Steinkohlekraftwerk in Katowice in der Woiwodschaft Schlesien, Polen. Das Kraftwerk befindet sich im Besitz von Tauron Ciepło, einer Tochter des polnischen Energiekonzerns Tauron Polska Energia.

## Geschichte
Die Anlage war ursprünglich als reines Heizwerk ohne Stromerzeugung geplant und gebaut worden, um Teile des Oberschlesischen Industriegebietes mit Heizwärme zu versorgen. 1985 gingen zwei Heizkessel mit einer Leistung von 144 MW in Betrieb, 1991 ein dritter mit 233 MW. Anfang 2000 wurde eine neue Kesselanlage in Betrieb genommen, die nun auch Strom lieferte. Im Jahr 2002 hatte die Anlage 372 Mitarbeiter. Die Anlage soll einen neuen Block mit einer Leistung von 114 MW mit einer Öl- und Gasfeuerung erhalten.

## Technische Daten
Die Anlage besteht aus drei Kesseln 1 × 378 MW und 2 × 158,8 MW thermischer Leistung und hat eine elektrische Leistung von 135,5 MW. Die Wärmeabgabe beträgt 200 MW.